# 4000

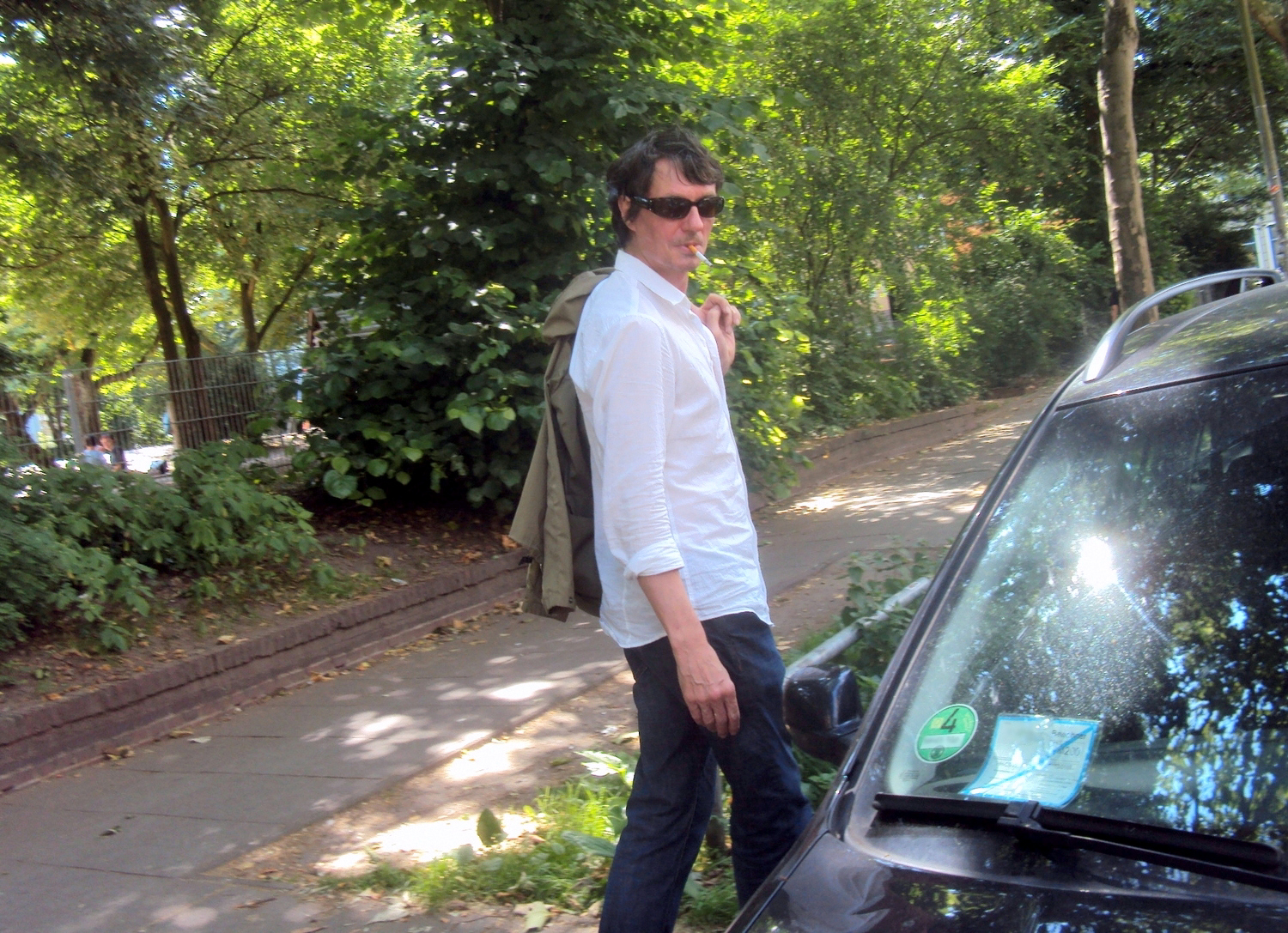
Der Künstler 4000

4000 (* 1. Oktober 1963 in Heilbronn; bürgerlich Thomas Egeler) ist ein deutscher Künstler mit Schwerpunkt Malerei. Er lebt und arbeitet in Hamburg und Berlin.

## Leben und Werk

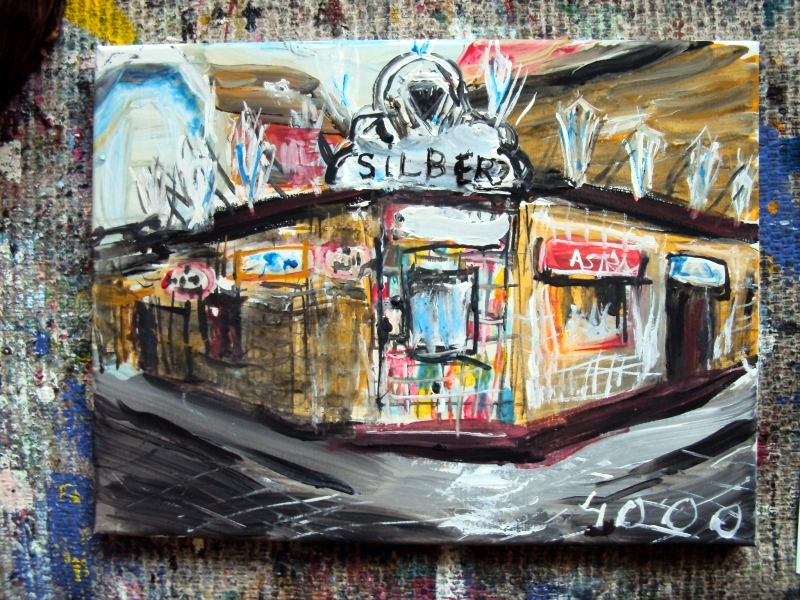
„Silbersack“ aus der Serie „The Newe St Pauli“

Thomas Egeler wuchs in der Nähe von Heilbronn auf und schloss seine Schulausbildung 1983 mit dem Abitur am dortigen Theodor-Heuss-Gymnasium ab. Von 1985 bis 1988 absolvierte er eine Ausbildung zum Werbegrafiker. Nach Abschluss der Ausbildung lebte er kurzzeitig in Bremen, dann in Hamburg und Berlin.
Seine künstlerische Karriere begann 4000 in den 1990er Jahren in seinem Atelier in Hamburg-St. Pauli. Bekannt geworden ist er zunächst durch seine Arbeiten in Produzentengalerien, alternativen Clubs und Veranstaltungsräumen in Hamburg, Berlin, München, Köln und Frankfurt. Als sogenannter „Szenemaler“ hat er sich immer vom Markt und dessen Vermarktungsinstrumenten distanziert. Mittlerweile sind die Werke in anerkannten Galerien und auf Messen vertreten sowie im Besitz prominenter Kunstsammler.
4000 teilt seine Serien oftmals in Kategorien ein. So sind die „Berlin“- und „Hamburg“-Serien entstanden, mit rauer, schneller Darstellung städtischer Szenen und Gebäude wie des Berliner Fernsehturms oder des Spiegel-Verlags in Hamburg. Ein großer Teil seiner Stadtansichten hat das Viertel St. Pauli zum Thema: Reeperbahn, Esso-Tankstelle, Zum Silbersack. Bekannt ist auch die Serie „Richter to go“ – den Werken des deutschen Malers Gerhard Richter folgend. Ebenfalls populär sind die „Beck’s“-Serien mit vielfältiger Darstellung der gleichnamigen Bierdose. Daneben sind auch ironische Reihen entstanden, wie die „Kartoffelfamilie“ oder „Das Fünf-Mark-Stück“.

Der Künstler setzt sich zwar immer wieder mit Motiven aus Hamburg und St. Pauli auseinander, sein Wirken geht jedoch weit über das lokale Engagement hinaus. Seine Werke findet man bei Kunstliebhabern in der gesamten Bundesrepublik, in namhaften überregionalen Zeitungen und Zeitschriften wird immer wieder über ihn und seine unkonventionellen Arbeiten berichtet, bis zum mehrseitigen Atelierbesuch. Auch eine gesellschaftspolitische Dimension ist in den Arbeiten wiederkehrend erkennbar. Die renommierte Institution „Deutsche Gesellschaft für Post- und Telekommunikationsgeschichte“ (DGPT) in Frankfurt hat ein Motiv bereits für ein Titelbild ihrer Zeitschrift  „Das Archiv“ verwendet. Die Kunsthistorikerin Dr. Anja Eichler schreibt dazu:

„Wie Illustrationen einer empirischen Studie reihen die Zeichnungen gängige Trends und Reaktionen auf, deren vermeintliche Normalität jedoch durch Form und Charakter der Zeichnungen zugleich wieder infrage gestellt wird. Die Arbeiten kombinieren in eigenwilliger Form Bild und Text, changieren zwischen Gemälde, lockerer Freihandskizze, Werbezeichnung und Comic (…)“

4000 gestaltete zudem Filmausstattungen, Illustrationen und zahlreiche Buchcover, wie beispielsweise für die Bücher „Deutsches Theater“ und „Nüchtern am Weltnichtrauchertag“ von Benjamin von Stuckrad-Barre, sowie für die Bücher „Glitterschnitter“ und „Wiener Straße“ von Sven Regener. Für den Berliner Verlag Pulpmaster hat 4000 seit 1993 über 50 Cover realisiert, darunter für Bücher der Schriftsteller Jim Nisbet, Thor Kunkel, Garry Disher, Tom Franklin und Megan Abbott. Die Cover-Originale in Öl sind heiß gehandelte Raritäten.
Anfang Juni 2016 fand eine umfangreiche Jubiläumsausstellung „25 Jahre 4000“ statt, mit zahlreichen Werken des Künstlers sowie Beiträgen von Weggefährten und Kollegen, darunter Jim Avignon, DM Bob, Till Gerhard, Henning Kles, Karen Koltermann, Stefan Marx, Heiko Müller, SAM, Dennis Scholl, Patrick Sellmann. Die Ausstellung zum Folgejubiläum „30 Jahre 4000“ im April 2021 hat wegen der Corona-Pandemie ausschließlich als Online-Galerie stattgefunden.

## Ausstellungen
Einzelausstellungen/Gruppenausstellungen (Auswahl):
- 1989 Kunstverein Geheim e.V., Hamburg
- 2002 Leider überhaupt nichts mehr eingefallen, Feinkunst Krüger, Hamburg
- 2004 Stadt Land Fluss: Sam, 4000, Jim Avignon, Feinkunst Krüger, LPG und Heliumcowboy, Hamburg
- 2008 5 Jahre Heliumcowboy Artspace, Hamburg
- 2008 10 Jahre Feinkunst Krüger, Westwerk, Hamburg
- 2009 Blutbilder – Prominente und Künstler gegen Krebs
- 2009 Dorf 1 Release, Feinkunst Krüger, Hamburg
- 2010 Goethe-Institut São Paulo – MCD Lab blinddate.berlin
- 2010 Jim Avignon & 4000, Galerie Zimmermann Heitmann, Düsseldorf
- 2010 Pudel Art Basel II, Hamburg
- 2011 Kunst-Stoff, Künstlerhaus sootbörn, Hamburg
- 2012 Back in 7 Minutes, Feinkunst Krüger, Hamburg
- 2013 Viva con Agua de Sankt Pauli, Hamburg
- 2013 Pudel Art Basel, Hamburg
- 2013 Schau Fenster, Berlin
- 2015 Freitagssalon, Hamburg
- 2016 25 Jahre 4000, Feinkunst Krüger, Hamburg
- 2017 4000 und Friends in Berlin, Siller Contemporary, Berlin
- 2017 Affe von Weldt’s kleine 4000er Hängung, Galerie Farbwerke M6, Hamburg
- 2018 MS Dockville / MS Artville, Hamburg
- 2019 Lass ma Cornern, Heliumcowboy, Hamburg
- 2020 Gideon Pirx & Patrick Sellmann & 4000, Feinkunst Krüger, Hamburg
- 2022 Mein Schuh – Dein Schuh, starstyling Studio, Berlin
- 2022 Open Heart, Die Sammlung Rolf Evers, Galerie Oberfett, Hamburg
- 2023 25 Jahre Feinkunst Krüger, Feinkunst Krüger + im heliumcowboy artspace, Hamburg
- 2023 HAMBURG • SYLT • HAMBURG: 4000, Harald Hentzschel, Pedro Anacker, Barlach Halle K, Hamburg[12]
- 2023 Jim Avignon – State of the Art plus Gemälde von 4000, Galerie Schacher, Stuttgart

## Ausstellungskatalog
- Feinkunst Krüger, „25 Jahre 4000“, Hamburg 2016

## Buchcover und Illustrationen (Auswahl)
- Pulpmaster-Verlag Berlin, Sammlung Buchcover (mit zahlreichen Abbildungen)
- „Glitterschnitter“, Buchcover 2023 / Sven Regener, Verlag KiWi, ISBN 978-3-86971-234-5
- „Wiener Strasse“, Buchcover 2021 / Sven Regener, Verlag KiWi, ISBN 978-3-462-00161-7 und Büchergilde Gutenberg, ISBN 978-3-7632-6989-1
- „Nüchtern am Weltnichtrauchertag“,Buchcover 2016, Benjamin von Stuckrad-Barre, Verlag KiWi, ISBN 978-3-462-04960-2
- „Deutsches Theater“, Buchcover 2008, Benjamin von Stuckrad-Barre, Verlag KiWi, ISBN 978-3-462-03991-7
- Der Maler 4000 gestaltet 400 Flaschen The Ostholsteiner, aboutdrinks vom 30. September 2016
- 4000 und Alex Diamond gestalten die Trophäen des Hamburger Musikpreises HANS 2017, Gestaltung Trophäe 2017
- Monopol Art Forum Berlin 2009, Art&Food-Kiosk + Lounge (Telse Bus)[13]
- „Harte Techno auf Jamaika: Die Jamaika-Koalition wie sie der Künstler 4000 sieht“ BZ Berlin, September 2009